# スィヤーンス・エ・ヴォヤージュ
ラ・スィヤーンス・ヴォヤージュ (仏：Sciences et Voyages) は、フランスのサイエンス・フィクション・科学技術情報誌。1919年にパリで設立され、1973年まで刊行された。

## 歴史

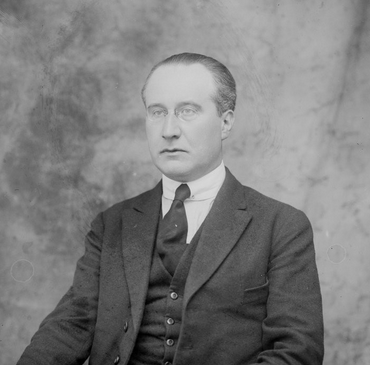
クリノン博士 (1919年)

本誌はオッフェンシュタット兄弟によって設立され、クリノン博士が編集を手がけた。これは「ラ・スィヤーンス・イリュストレ」を彷彿とさせる内容だったが、1950年代から地理学に傾斜して行った。これは現在のジオ・マガジンを想起させる。
本誌はおそらく1919年9月4日に創刊した。これは1935年6月27日、第826号まで毎週刊行された。7月からは月刊となり、あらためて第1号から発刊され、1944年1月の第94号まで継続刊行された。その後、1945年12月から第三期シリーズが始まり、1965年4月の第232号まで継続された。その後、1965年5月からタイトルを「Sciences et voyages: la vie des hommes」と変えて 1968年2月まで刊行、再び元のタイトルに戻って同年3月から1971年10月の第42号まで刊行された。再びタイトルが変更され「Loisirs et voyages」として1919年11月6日の第10号まで刊行された。1941年9月からは考古学者、登山家、ナビゲーター、ジャーナリスト、民族学者などによる「エクスプローラー・クラブ」の会報を本誌で公開するようになり、会員の中にはマルセル・グリオール、Jean-Paul Lebeuf、Paul-Émile Victor、Gilbert Rougeなどが含まれていた。

## 関連紙誌
※発刊順に列記
- ルビュー・アンシクロペディーク
- ル・マガザン・ピトレスク
- エル・ムセオ・ウニベルサル
- ヴォクルグ・スヴェタ
- ル・マガザン・デデュセシオン・エ・ドゥ・レクレアシオン
- ル・ジュルナル・ドゥ・ラ・ジュネス
- リルスタツィオーネ・イタリアーナ（イタリア語版）
- ラ・スィヤーンス・イリュストレ
- ジュルナル・デ・ヴォヤージュ
- スィヤーンス・エ・ヴォヤージュ